# 方言彼氏。
『方言彼氏。』（ほうげんかれし）は、2013年10月から12月にかけて東名阪ネット6およびひかりTVの共同制作で放送されていたバラエティ番組である。同じく東名阪ネット6共同制作で放送されていた『方言彼女。』の続編である。幹事局は『方言彼女。』から引き続きテレビ埼玉が務めた。

## 概要
「方言は正義、美男子も正義。」が番組のコンセプト。方言を話す若手俳優が、ミニドラマなどで方言の魅力を伝える。
今作では女性視聴者からのリクエストに応えるべく、スタッフを女性に一新して制作された。東名阪ネット6各局のプロデューサーについても、女性のプロデューサーが不在の局を除き、女性プロデューサーが担当している。

## 出演者
放送開始時より出演 
- 五十嵐麻朝（青森県出身）
- 戸塚純貴（岩手県出身）
- 安達勇人（茨城県出身）
- 横山真史（栃木県出身）
- 岡本亮一（兵庫県出身）
- 松岡卓弥（兵庫県出身）
- 南羽翔平（岡山県出身）
- 柳喬之（鹿児島県出身）

 放送途中より出演 
- 財木琢磨（福岡県出身）
- 山中健太・山中翔太（鹿児島県出身）

## スタッフ
- 企画・プロデュース：鈴木淳一
- 構成・演出：渡辺ひろみ
- プロデューサー：鈴木香織、鈴木みちえ、石山孝紀、種子島幸、波多美由紀、砂田和寛、江副純夫、高口聖世巨、沼尻孝、松浦順子
- エグゼクティブプロデューサー：遠藤圭介（テレビ埼玉）、宇田川寧
- 制作協力：ダブ
- 製作著作：「方言彼氏。」製作委員会（是空、テレビ埼玉、千葉テレビ放送、テレビ神奈川、三重テレビ放送、京都放送、サンテレビジョン、ハピネット、ひかりTV、ダブ）

## 放送局
| 放送対象地域 | 放送局              | 放送期間                  | 放送日時                      | 系列                                |
| ------------ | ------------------- | ------------------------- | ----------------------------- | ----------------------------------- |
| 埼玉県       | テレビ埼玉          | 2013年10月7日 - 12月23日  | 月曜 13:00 - 13:15            | 独立局 （東名阪ネット6） 共同制作局 |
| 千葉県       | 千葉テレビ放送      | 2013年10月12日 - 12月28日 | 土曜 22:15 - 22:30            | 独立局 （東名阪ネット6） 共同制作局 |
| 神奈川県     | テレビ神奈川        | 2013年10月11日 - 12月27日 | 金曜 25:45 - 26:00            | 独立局 （東名阪ネット6） 共同制作局 |
| 三重県       | 三重テレビ放送      | 2013年10月18日 -          | 月曜 12:30 - 13:00            | 独立局 （東名阪ネット6） 共同制作局 |
| 京都府       | 京都放送            | 2013年10月11日 - 12月27日 | 金曜 24:00 - 24:15            | 独立局 （東名阪ネット6） 共同制作局 |
| 兵庫県       | サンテレビジョン    | 2013年10月13日 - 12月29日 | 日曜 22:30 - 22:45            | 独立局 （東名阪ネット6） 共同制作局 |
| 全国         | ひかりTVチャンネル1 | 2013年10月8日 -           | 火曜 12:15 - 12:30            | 共同制作局                          |
| 福島県       | 福島中央テレビ      | 2014年1月11日 -           | 土曜 25:05 - 25:35            | 日本テレビ系列                      |
| 鹿児島県     | 鹿児島テレビ放送    | 2014年4月22日 -           | 火曜 25:27 - 25:45            | フジテレビ系列                      |
| 熊本県       | 熊本朝日放送        | 2014年10月2日 -           | 第1･第3･第5木曜 25:45 - 26:00 | テレビ朝日系列                      |

## DVDリリース
2014年3月4日、第1話から6話を収録した「キュート盤」、第7話から12話を収録した「スイート盤」が発売された。